# 까칠한 시선 이도형입니다
까칠한 시선 이도형입니다는 경인방송에서 평일 아침 7시부터 오전 9시까지 방송되었던 아침 시사 프로그램이다. 2024년 5월 24일 자로 1년만에 폐지되었다.

## 개요
까칠한 시선은 청취자와 함께 바른길을 벗어나는 사회의 이야기들의 지적하고 바른길을 걸어가는 우리사회의 숨겨진 이야기들, 마땅히 큰 의미를 지녀야 하지만 아직 그렇지 못한 이야기를 전해 드립니다.
까칠하지만 따뜻한 시선으로 큰 목소리보다 작은 목소리에 더 많이 귀 기울이겠습니다.

## 코너 소개

### 매일 코너
- 뉴스브리핑

### 요일 코너
- 월 : 스포토픽, 타박타박 인천항이야기, 시사돋보기
- 화 : 보도국 브리핑, 전지적 인천시점
- 수 : 사건수첩, 타박타박 인천항이야기, 이슈&피플
- 목 : 이슈브리핑, 정치맞불쇼
- 금 : 안보브리핑, 디스커버리 인천, 살롱드인천